# Michal Klasa
Michal Klasa, né le 19 décembre 1953 à Brno, est un coureur cycliste tchécoslovaque.

## Biographie
Il a été médaillé de bronze du contre-la-montre par équipes aux Jeux olympiques de 1980 et médaillé de bronze puis d'argent aux championnats du monde de cette discipline en 1981 et 1985.
Il était licencié au Dukla Brno.

## Palmarès

### Palmarès sur route
- 1973
  - Puchar Ministra Obrony Narodowej
- 1974
  - 3e du Tour de Bohême
- 1975
  - Prague-Karlovy Vary-Prague
- 1976
  - 8e et 9e étapes du Tour de Pologne
  - 3e de Vienne-Rabenstein-Gresten-Vienne
- 1977
  - 2e et 4e étapes du Tour d'Écosse
  - 1reb et 2e étapes du Tour de Bohême
  - 3e du Tour d'Écosse
- 1978
  - 8e étape de la Course de la Paix
  - 3e étape du Tour de l'Avenir
  - 2e et 4e étapes du Tour de Basse-Saxe
  - 2e du championnat de Tchécoslovaquie sur route
  - 5e du championnat du monde de contre-la-montre par équipes amateurs (avec Vlastimil Moravec, Alipi Kostadinov et Jiří Škoda)
- 1979
  - 2e et 3e étapes de la Course de la Paix
  - 4ea étape du Circuit de la Sarthe (contre-la-montre)
  - 3ea étape du Tour du Vaucluse
  - Tour de Lidice :
    - Classement général
    - 1re et 3e étapes

  - 2e du Circuit de la Sarthe
  - 6e du championnat du monde de contre-la-montre par équipes amateurs (avec Vlastibor Konečný, Alipi Kostadinov et Vlastimil Moravec)
- 1980
  - 3e étape de la Milk Race
  - 6e étape du Tour de RDA
  -  Médaillé de bronze du contre-la-montre par équipes aux Jeux olympiques de Moscou (avec Vlastibor Konečný, Alipi Kostadinov et Jiří Škoda)
- 1981
  - Circuit des Ardennes
  - Prologue de la Course de la Paix
  - Sealink International Grand Prix :
    - Classement général
    - 1re et 5e étapes

  -  Médaillé de bronze du championnat du monde de contre-la-montre par équipes amateurs (avec Milan Jurčo, Alipi Kostadinov et Jiří Škoda)
- 1982
  - 6e du championnat du monde de contre-la-montre par équipes amateurs (avec Vlastibor Konečný, Milan Jurčo et Jiří Škoda)
- 1983
  - 5e du championnat du monde de contre-la-montre par équipes amateurs (avec Milan Jurčo, Alipi Kostadinov et Jiří Škoda)
- 1984
  - 2e étape du Tour de Slovaquie
  -  Médaillé de bronze du contre-la-montre par équipes aux Jeux de l'Amitié (avec Milan Jurčo, Vlastibor Konečný et Milan Křen)
- 1985
  -  Médaillé d'argent du championnat du monde du contre-la-montre par équipes amateurs (avec Vladimír Hrůza, Milan Jurčo et Milan Křen)
- 1986
  - 10e du championnat du monde de contre-la-montre par équipes amateurs (avec Milan Jurčo, Milan Křen et Jiří Škoda)

### Palmarès sur piste
- 1974
  -  Médaillé de bronze du championnat du monde de la poursuite par équipes amateurs (avec Jaremir Dolezal, Petrnek Kocek et Milan Puzrla)
- 1975
  - 6e du championnat du monde de la poursuite individuelle amateurs
- 1976
  - 6e de la poursuite par équipes des Jeux olympiques de Montréal (avec Zdenek Dohnal, Petr Kocek et Jirí Pokorný)
  - 8e de la poursuite individuelle des Jeux olympiques de Montréal

### Autres résultats
- 1977 : course en circuit à Pardubice; classement général Brno-Prostejov-Brno, dixième de la Course de la Paix
- 1978 : étape semaine internationale de préparation pour la Course de la Paix
- 1980 : semi-classique Brno-Břeclav-Brno; course en circuit à Blovice; semi-classique Sumava-Klatovy
- 1981 : classement général semaine des critériums à Brno (en août), dixième de la Course de la Paix
- 1982 : semi-classique Brno-Břeclav-Brno; étape semaine internationale de préparation pour la Course de la Paix
- 1984 : classement général Trois Jours "Druzhba" à Hradec Kralove